# Fragmentace magmatu

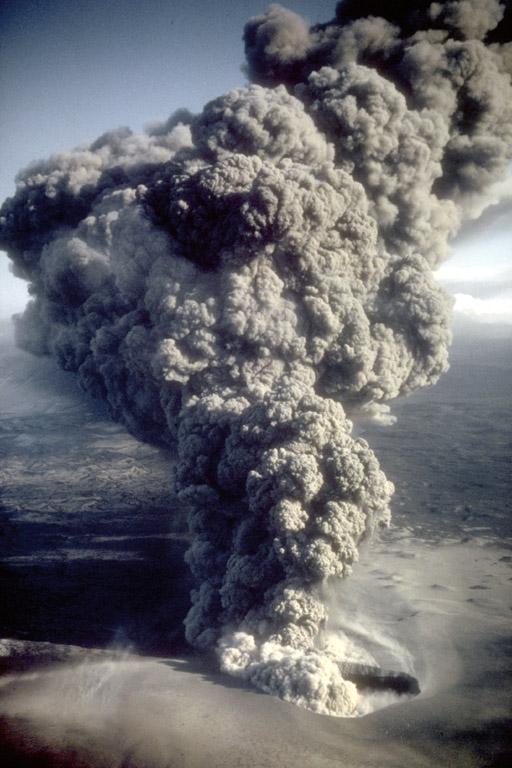
Rozsáhlé mračno sopečného prachu a popela vznášejícího se nad sopkou jako výsledek fragmentace magmatu

Fragmentace magmatu je proces, během kterého dochází k rozrušování celistvosti vystupujícího magmatu na různě velké úlomky hornin zvané pyroklastika. K fragmentaci magmatu může docházet buď vlivem přítomnosti bublinek sopečných plynů rozpuštěných v magmatu, které s klesajícím litostatickým tlakem začínají výrazně expandovat a tím magma trhat, nebo vlivem interakce vystupujícího magmatu s povrchovou či podpovrchovou vodou (či na jiných vesmírných tělesech s jinou vhodnou látkou) způsobující rapidní chlazení magmatu, vzniku páry a následné rozrušování celistvosti magmatu během procesu tzv. freatomagmatické erupce. První typ se někdy označuje jako suchá fragmentace, druhý pak jako mokrá fragmentace magmatu. Proces fragmentace se tak dá chápat jako změna stavu magmatu ze směsi kapaliny a rozpuštěných plynů na směs plynů nesoucích úlomky magmatu.
Významný dopad na fragmentaci má viskozita magmatu. Pokud totiž má magma nízkou viskozitu, tedy je dobře tekuté, mohou z něho bublinky sopečných plynů relativně snadno pronikat, což umožňuje slučování bublinek do větších, ale také jejich překotnou expanzi a následné trhání povrchu magmatu. Naopak pokud se bublinky plynů nachází v magmatu o vysoké viskozitě, tedy ve špatně tekoucím, bublinky nemohou z magmatu tak snadno unikat a často se tak začnou v magmatu blízko povrchu hromadit. To může způsobit enormní nárůst tlaku a následnou silnou sopečnou explozi schopnou roztrhat magma a okolní horniny na velice malé částice. V obou případech dochází k přeměně energie potenciální na povrchovou a kinetickou. K fragmentaci magmatu většinou dochází pod povrchem, takže nelze přímo pozorovat. K jeho výzkumu se tak musí využívat různé numerické či analogové modely a výzkum vyvřelých sopečných hornin.
Nejčastějším druhem sopky, která vzniká na zemském povrchu vlivem fragmentace magmatu, jsou sypané kužele vznikající vlivem odplyňováním magmatu. Hojné jsou také tufové prstence, tufové kužele a maary vznikající vlivem kontaktu magmatu s vodou.